# Consiglio regionale di La Riunione
Il Consiglio regionale di La Riunione (in francese Conseil régional de La Réunion) è l'assemblea deliberativa della regione di La Riunione. Esso è composto da 45 consiglieri regionali eletti per un mandato di 6 anni. È presieduto da Huguette Bello (PLR-DVG) dal 2 luglio 2021.
Sull’isola, per via della sua peculiarità amministrativa nei confronti della Francia, il Consiglio regionale esercita sia le competenze di una regione francese che alcune competenze specifiche di una regione d'oltremare. Il Consiglio dipartimentale esercita invece le competenze dipartimentali.
Il consiglio regionale ha sede presso l' “Hôtel Régional Pierre-Lagourgue”, situato vicino al campus principale dell'Università di La Riunione, nel quartiere Moufia a Saint-Denis.